# 헤일리 러빗
헤일리 러빗(영어: Hayley Lovitt, 1981년 12월 26일 ~ )는 미국의 배우이다. 영화 《앤트맨》(2015)과 그 속편 《앤트맨과 와스프》(2018)에서 젊은 시절의 재닛 밴다인 / 와스프 역을 연기했다.